# آن كرافين
آن كرافين (بالإنجليزية: Ann Craven)‏ هي فنانة ورسامة أمريكية، ولدت في 1972.